# Bartholomeus Breenbergh

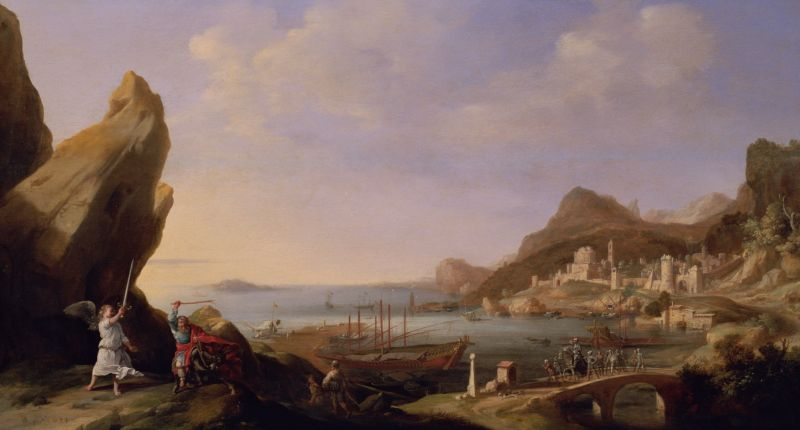
Kustlandschap met Bileam en de ezel, 1634, Nationaal Museum voor Westerse Kunst, Tokio

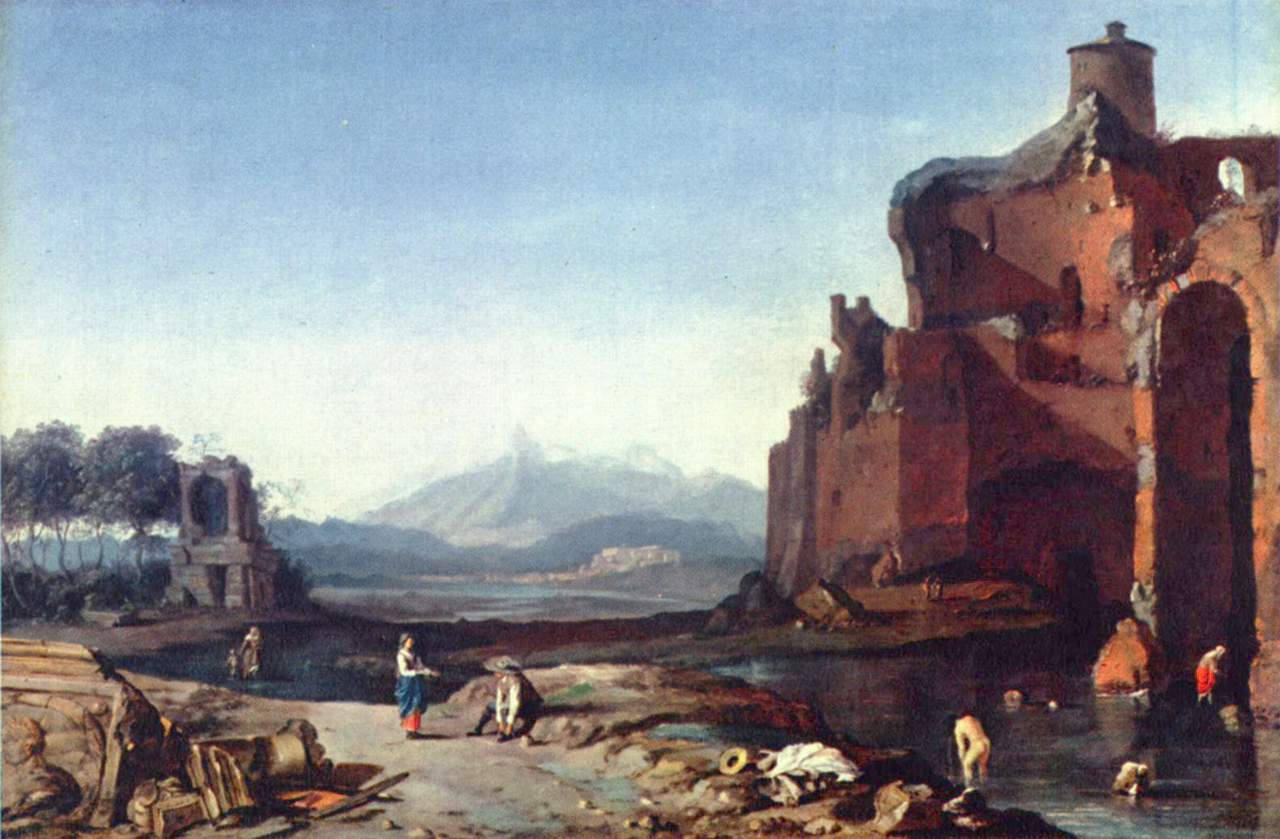
Italiaans landschap met baders en Aureliaanse muur, ca. 1650, Mauritshuis, Den Haag

Bartholomeus Breenbergh (Deventer, 13 november 1598 (doop) – Amsterdam, 15 oktober 1657 (begrafenis)) was een Nederlands kunstschilder.
Breenbergh vestigde zich in Amsterdam en trok vervolgens in 1619 naar Rome.  Daar deelde hij een woning met de Vlaamse schilder Frans van de Kasteele en hij werkte samen met een andere Vlaming, de landschapsschilder Paul Bril, die toen een grote invloed op hem uitoefende. Vanaf 1623 kwam hij echter geheel onder de invloed van de Italiaanse landschappen van de iets oudere Cornelis van Poelenburgh. De werken van beide schilders zijn soms zelfs zeer moeilijk van elkaar te onderscheiden. Op zijn beurt oefende Breenbergh weer invloed uit op de Franse schilder Claude Lorrain. Breenbergh hoorde bij de oprichters van de Bentvueghels, waar hij de bijnaam "Het Fret" aannam.
Pas in 1633 keerde Breenbergh terug naar Amsterdam, waar hij tot zijn dood bleef, en waar hij zijn schilderijen en etsen maakte op basis van de tekeningen uit Italië. Hij onderging er nog de invloed van de voorlopers van Rembrandt van Rijn, als Pieter Lastman en Nicolaes Moeyaert, maar hij plaatste hun Bijbelse en mythologische taferelen in Italiaanse landschappen.